# Juraj Petrović
Msgr. Juraj Petrović (22. travnja 1932. – Rijeka, 6. lipnja 2018.), hrv. rimokatolički svećenik, crkveni dužnosnik, humanitarni djelatnik

## Životopis
Rodio se u Sungeru, župa Mrkopalj. U Pazinu i Rijeci završio je gimnaziju i teologiju. Zaredio se za katoličkog svećenika 29. lipnja 1957. godine.
Bio je župnik u Perušiću, kapelan u Ogulinu od 1960. – 1966. godine i nakon toga sve do 1990. godine župnik u Ogulinu te istodobno u Trošmariji, Oštarijama i u Zagorju Ogulinskom. Godine 1990. prešao je na dužnost generalnog vikara nadbiskupije koju je obnašao do 1993. godine. Od 1991. do 1996. ravnatelj je Caritasa Nadbiskupije Riječko-senjske. Danas je upravitelj župe Mrkoplja. Bio je i biskupov tajnik i poglavar sjemeništa. Službovao je kao župnik i u Vrbovskom i Rijeci. Nakon vođenja mrkopaljske župe otišao je u mirovinu te do konca života živio u župnom stanu na Sušaku. Bio je začasni kanonik prvostolnog kaptola.
Tijekom Domovinskog rata pomagao je Ogulinu u humanitarnoj pomoći, osobito prognaničkom centru Bjelolasica, zatim ogulinskoj bolnici te ostalim stanovnicima Ogulina.
Dijamantni jubilej svećeništva proslavio je 2017. u katedrali sv. Vida. Umro je 6. lipnja 2018. u riječkom hospiciju u 87. godini života i 61. godini svećeništva. Pokopan je u rodnom Mrkoplju 7. lipnja.

## Priznanja
Grad Ogulin nagradio ga je Poveljom Grada za sva dobra u humanitarnoj pomoći.